# Mercedes-Benz N1000
Mercedes-Benz N1000 — семейство малотоннажных автомобилей компании Mercedes-Benz. Серийное производство автомобилей длилось с 1963 по 1988 год.

## Описание
Кузов фургона модели N1000 ведёт свои корни от фургона IMOSA-DKW F1000, который производился с 1963 года в трёх различных версиях: грузовой автомобиль, пассажирский микроавтобус и шасси с кабиной. Максимальная нагрузка 1000 кг, плюс водитель, а максимальная скорость в идеальном состоянии составляет 100 км/ч. DKW F1000 был преемником DKW F89 L и комплектовался 3-цилиндровым двухтактным бензиновым двигателем DKW объёмом 981 куб. см, мощностью 38 л. с. (28 кВт) при 4200 об/мин, через год в гамме появился дизельный двигатель производства DKW, модель получила название DKW F1000 D. В 1975 году на данный автомобиль начали устанавливать дизельный двигатель Mercedes-Benz OM 636 объёмом 1767 куб. см, мощностью 43 л. с. (32 кВт), и автомобиль получил название Mercedes-Benz N1000, а в 1976 году N1300. На данный автомобиль начали устанавливать дизельный двигатель Mercedes-Benz OM 615 объёмом 1988 куб. см, мощностью 59 л. с. (43,5 кВт) при 4200 об/мин, грузоподъёмность возросла до 1300 кг.
В 1981 году Mercedes-Benz N1300 пережил рестайлинг, а название изменилось на MB100. Конструкция кузова и платформа остались прежними, но заметно были изменены дизайн и интерьер, а линейку двигателей серьёзно обновили: новые четырёхцилиндровые бензиновые и дизельные моторы рабочим объёмом от 2 до 2,4 л выдавали от 58 до 72 л. с.
В 1988 году на смену N1000 пришёл MB100.